# Museo de Arte Jaime Morera
El MORERA, Museo de Arte Moderno y Contemporáneo de Lérida (España) es un museo creado por la Diputación Provincial de Lérida y por el Ayuntamiento de Lérida con la colaboración del pintor Jaime Morera y Galicia. Es el museo de arte moderno y contemporáneo de la ciudad de Lérida. Actualmente es de titularidad municipal y recibe la ayuda económica de la Diputación provincial de Lérida y la Consejería de Cultura de la Generalidad de Cataluña. 

## Historia
Con el precedente que supuso la exposición de arte de 1912 celebrada en el Ayuntamiento de Lérida, en la que participaron una amplia representación de los artistas leridanos, tanto de los consagrados que vivían lejos de la ciudad como de los artistas locales que intentaban mostrar su obra públicamente, la voluntad y el deseo ciudadano de disponer en la ciudad de un espacio permanente para la contemplación y disfrute de las creaciones artísticas encontraría respuesta dos años después con los acuerdos para la creación en 1914 del Museo de Arte de Lérida. Diputación y Ayuntamiento impulsaron el nuevo museo con el firme propósito de que fuera “una institución popular que influenciara notablemente en la conducta de nuestro pueblo". El museo se inauguró tres años más tarde, en 1917, en el antiguo Mercado de San Luis, ubicación que ocuparía hasta 1934.
Sus colecciones se formaron inicialmente a partir de obras procedentes de la propia Diputación y algunas obras en depósito del Museo de Arte Moderno de Madrid. Estas labores iniciales de conformación de los fondos artísticos del nuevo museo se vieron decididamente impulsadas por la intervención y el interés del pintor Jaime Morera y Galicia, que no sólo cedió su propia colección de arte, sino que intervino en cuantas gestiones institucionales y políticas fueron necesarias para la creación del Museo. Desde su inauguración sus fondos se fueron ampliando con colecciones de los artistas leridanos más relevantes de aquel momento, como Ramon Mestre Vidal (1919), Javier Gosé (1920), Baldomero Gili (1927) o Antoni Samarra (1929), además de la incorporación de una excepcional colección de obras de Carlos de Haes (1924), donación de Jaime Morera. En señal de agradecimiento al artista y mecenas, el museo cambiaría su nombre por el de Museo de Arte Jaime Morera.
Dirigido sucesivamente por Joaquín Xaudaró (1917-1920), Miquel Fontanals (1920-1929) y Salvador Roca Lletjós (1930-1939), el Museo, en las dos sedes que ocupó durante este período, el Mercado de San Luís y el Antiguo Hospital de Santa María desde 1934, rápidamente desarrolló una decidida acción cultural, con la colaboración de otras entidades ciudadanas, como el Ateneo de Lérida, para la difusión de las artes y los artistas leridanos.
Durante la Guerra Civil el Museo pasaría a llamarse "El Museo del Pueblo", siendo el lugar en el que se concentraban todas las expropiaciones y confiscaciones de obra artística que realizaron las autoridades republicanas como medida de protección del patrimonio. En 1938, ante la proximidad de las tropas franquistas, sus fondos fueron finalmente trasladados a la ermita de Butsénit. Una vez ocupada la ciudad todo el patrimonio depositado en el Museo se envió a Zaragoza, hasta que a partir de 1940 comenzaría a efectuarse su retorno progresivo a la ciudad de Lérida. Desde ese momento el museo entró en una fase de inactividad que duró casi 40 años y sus colecciones fueron distribuidas y almacenadas en diversos edificios de la ciudad. El Museo sólo volvió a abrir sus puertas entre los años 1959-1969 en el Antiguo Hospital de Santa María, sede del Instituto de Estudios Ilerdenses. Posteriormente, sus colecciones fueron trasladadas al Convento del Roser que sería su sede provisional desde 1975, fecha en la que Víctor Pérez Pallarés fue nombrado director del Museo.
Durante los años 80 se asentaron las bases de un proceso de reorientación de la institución, renovándose su Patronato y la dirección, y se volvió a realizar cierta actividad museística, reivindicando las figuras del arte leridano moderno y contemporáneo, fundamentalmente a través del Premio Medalla Morera. Durante estos años el Museo también acogió los Ciclos de Arte Contemporáneo (1984-1987), programados por la Escuela Municipal de Bellas Artes, que merecieron el premio de la Asociación Catalana de Críticos de Arte en 1985.
A finales de 1990 y a partir de la Ley de Museos de la Generalidad de Cataluña, la titularidad de la parte correspondiente a la Diputación fue transferida al Ayuntamiento, y en 1993 el museo pasó a ser exclusivamente de titularidad municipal, gestionado inicialmente por un organismo autónomo y, posteriormente, desde 2004, por el Instituto Municipal de Acción Cultural. En la actualidad depende de la concejalía de Promoción Cultural, Museos, Fiestas y Cultura Popular. 
En 1995 el Museo pasó a gestionar la recientemente creada Sala Leandre Cristòfol, que se convertiría finalmente en su sala de exposiciones temporales cuando este fue trasladado provisionalmente en 2007 al edificio del Casino Principal de Lérida, en plena calle mayor, y sus colecciones almacenadas en los bajos de la casa sacerdotal del Obispado de Lérida, mientras se mantenía a la espera de la futura construcción de su nueva sede permanente, prevista por el Plan de Museos del Ayuntamiento de Lérida de 1996, donde se proponía la creación del futuro Museo de Arte Contemporáneo de Lérida, sobre la base de sus colecciones y a partir de la reorientación de su actividad.
Durante 2010 el museo se incorporó a diversas redes sociales y en 2012 proporciona acceso en línea a través del su web a las colecciones.Aun así, no fue hasta 2016 cuando se decidió que el museo Morera tuviera su sede permanente en el edificio de la Antigua Audiencia de Lleida. Las obras comenzaron el 2019 y acabaron a principios de 2024.

## Edificios

Museo de Arte de Lérida 1917

El Museo ha tenido diversas ubicaciones a lo largo de su historia. Se inauguró en 1917 en las instalaciones del antiguo Mercado de San Luis, sede en la que destacaba la fachada realizada a imitación de un templo griego. La falta de condiciones de este edificio forzó el su traslado en 1934 al antiguo Hospital de Santa María, hasta su cierre en 1938 como consecuencia de la guerra civil española con el traslado de sus fondos a Zaragoza. A lo largo de la posguerra y una vez fueron devueltos sus fondos, estos fueron distribuidos y almacenados en diferentes edificios públicos de la ciudad. Durante el período 1959-1969 volvió a abrir sus puertas nuevamente en la segunda planta del antiguo Hospital de Santa María, ya entonces sede del Instituto de Estudios Ilerdenses. En 1975 fue ubicado en la segunda planta de la iglesia del antiguo Convento del Roser y en 2007 fue trasladado a su actual emplazamiento temporal, el Casino Principal de Lérida, a la espera de la construcción de su nueva sede.
En septiembre de 2013, el Sr alcalde anuncia que en un futuro el Museo se ubicaría definitivamente en el antiguo edificio de la Audiencia, donde además de la exposición permanente también se podrán ubicar exposiciones temporales.
A principios del año 2019 empiezan las obras con un presupuesto de 4.470.950€.

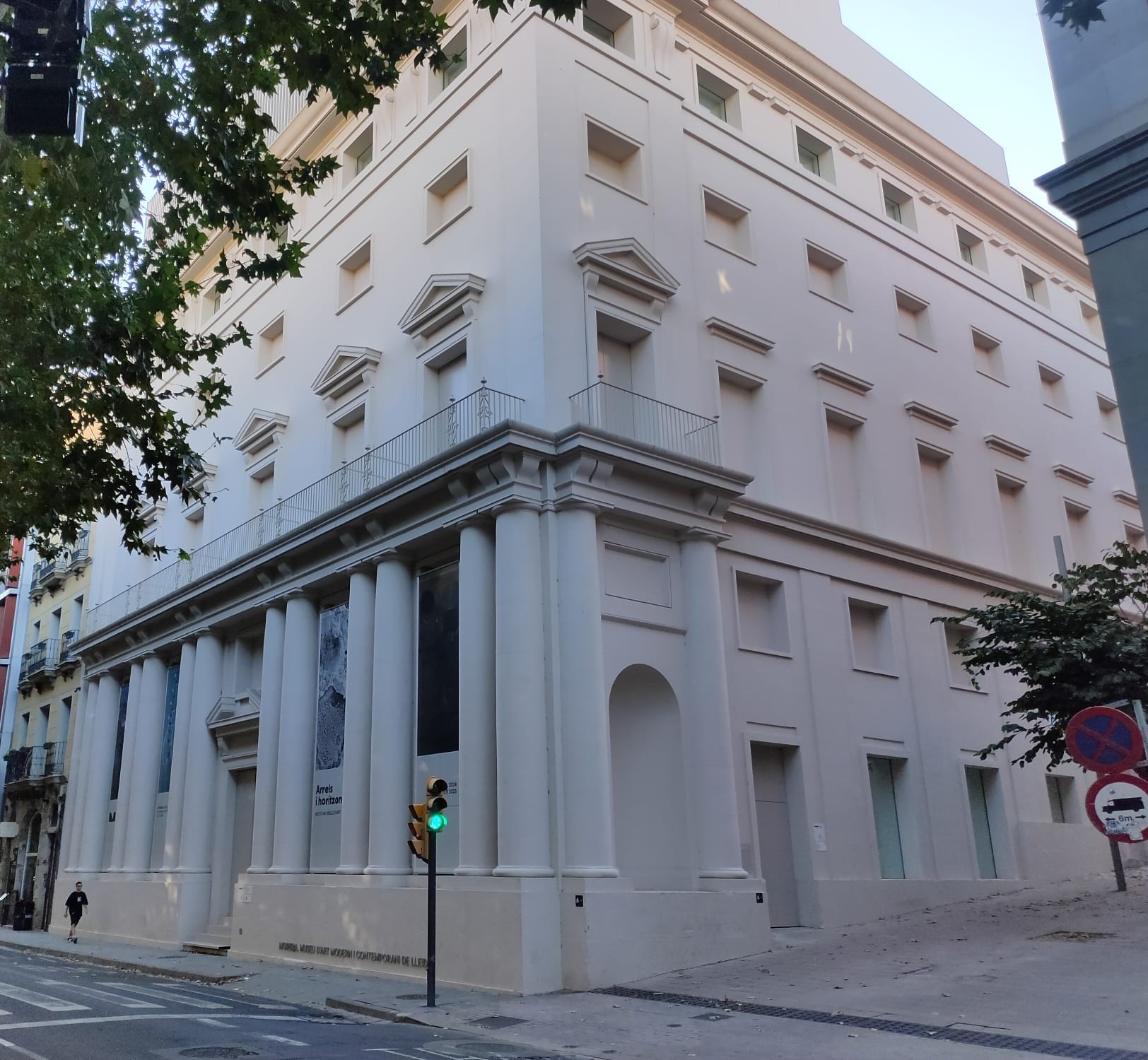
Sede definitiva desde 2024.

El proyecto del nuevo Museo de Arte de Lleida (nueva denominación del Museo Morera) lo han elaborado el arquitecto municipal, Jaume Terés y el director del Museo, Jesús Navarro, junto con el asesoramiento museográfico de la empresa Croquis, que ganó el concurso convocado por el encargo de este trabajo. La intervención arquitectónica tiene por objetivo reconfigurar y reformular el edificio y proyectar un nuevo hito urbano, capital para dotar de una nueva singularidad al Museo. El nuevo Museo configura un equilibrio entre el edificio y la ciudad, tanto en relación con la Rambla de Ferran como la interacción visual con la Seu Vella.

## Misión
El Museo de Art Jaume Morera es un servicio museístico de carácter público cuya misión es reunir una colección de arte moderno y contemporáneo, donde estén adecuadamente contextualizadas las aportaciones de los artistas leridanos; conservarla; estudiarla; interpretarla y exhibirla con el objetivo de explicar la historia de las manifestaciones artísticas modernas y contemporáneas, y fomentar y facilitar, a través del despliegue de toda una serie de servicios culturales, la comprensión y la apreciación crítica de sus visitantes en la contemplación y el disfrute del arte.
Esta misión se concreta en una tarea decidida de preservación y conservación de sus colecciones, que abarcan todo el arte del siglo XX y se proyectan hacia el siglo XXI, pero sobre todo se materializa a partir del programa de exposiciones temporales del Museo y de un programa educativo de gran alcance, dirigido a diferentes sectores de público.

## Colección
La colección del museo se centra sobre todo en arte moderno y  contemporáneo, con el objetivo de contextualizar las obras de artistas leridanos, intentando proporcionar una imagen de lo que fue el siglo XX a nivel artístico en Lérida.
Dispone de obras de diferentes disciplinas artísticas, como pintura, escultura, arquitectura, dibujo, artes de la estampación, diseño gráfico, fotografía, vídeo e incluso cómic.

### El cambio delsigloXIXalXX

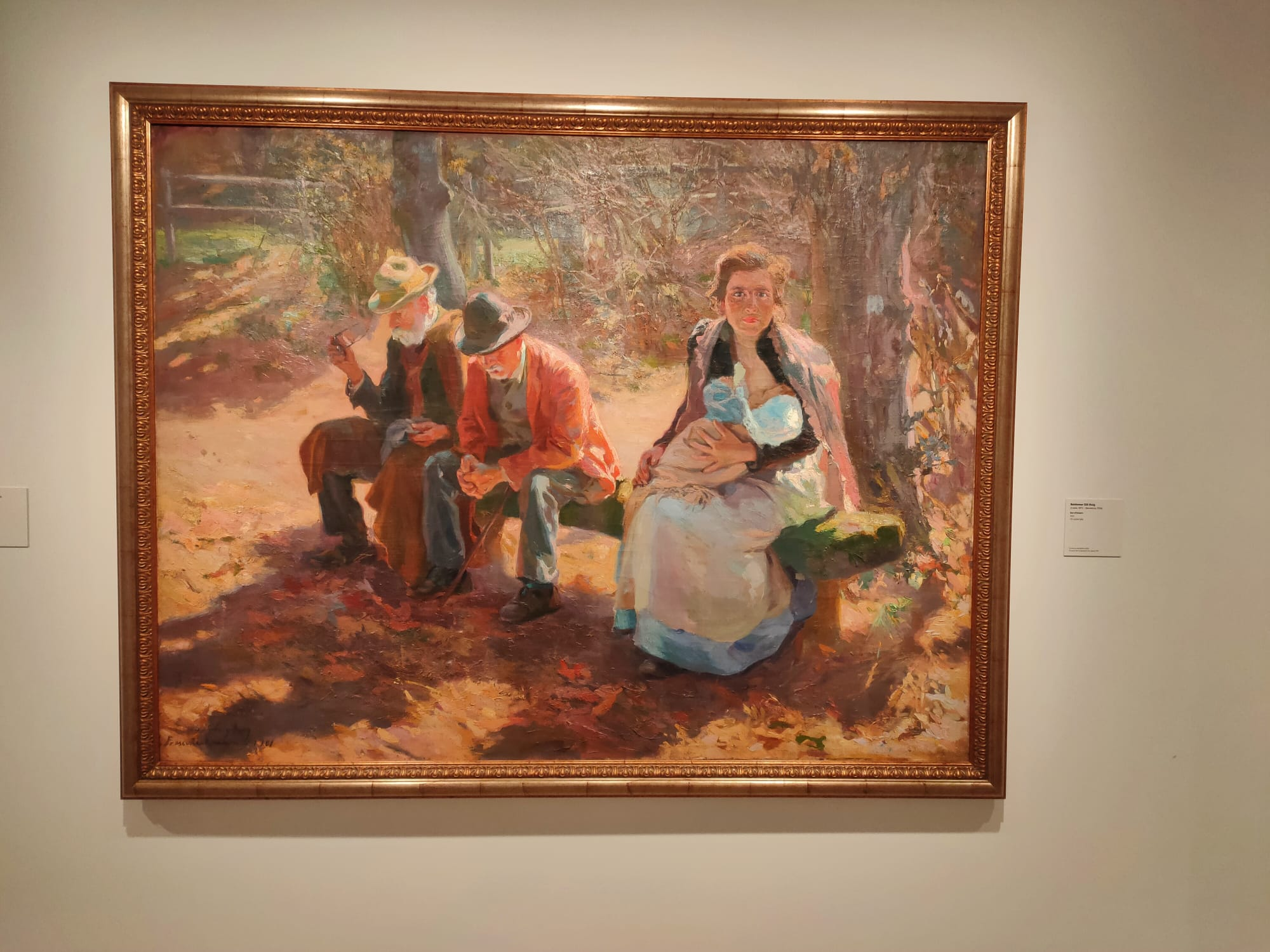
Cuadro Sol d'hivern de Baldomer Gili Roig expuesto en el museo.

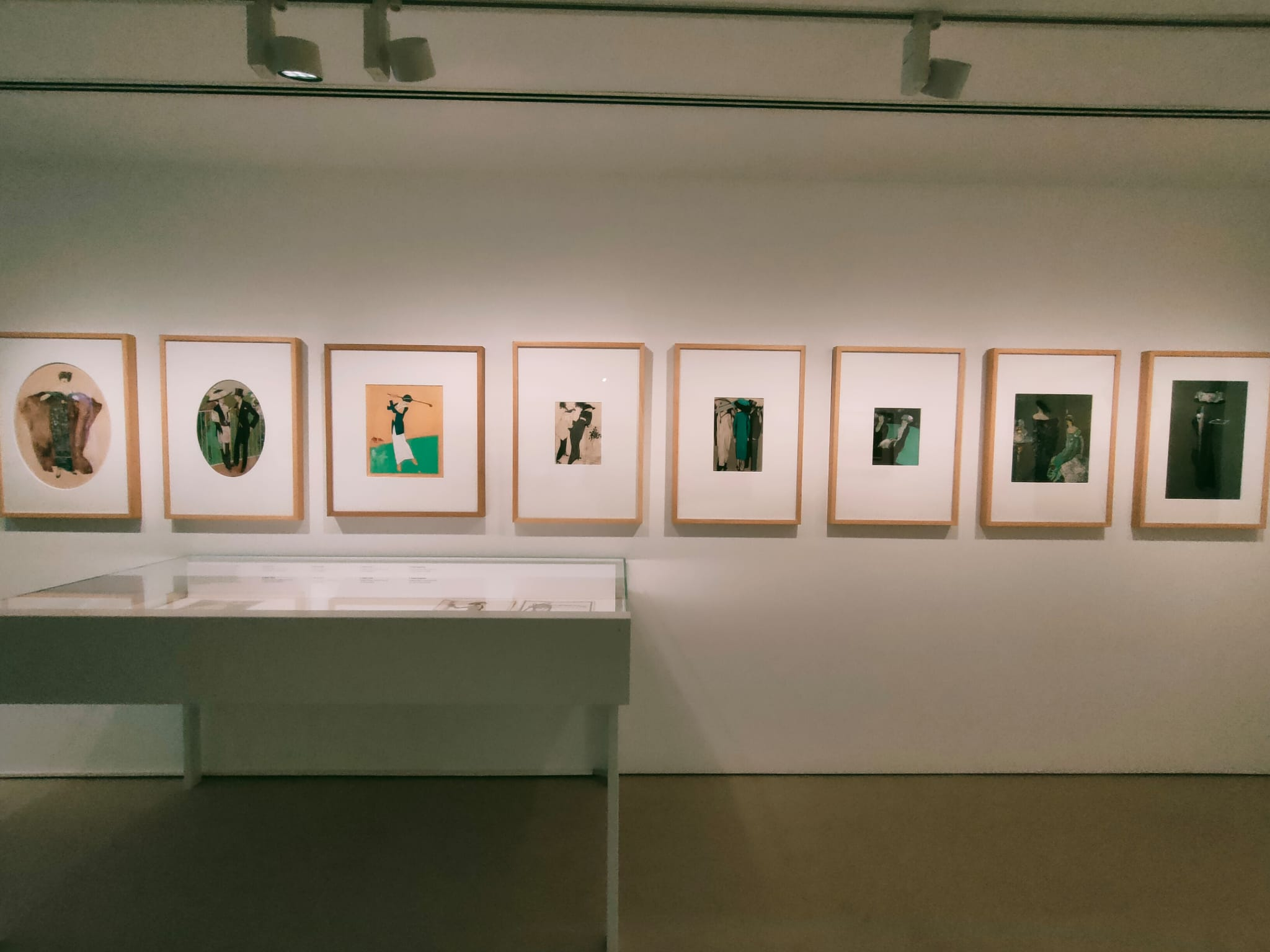
Colección de cuadros de Javier Gosé en el museo, representando el modernismo catalán.

Por lo que respecta a los pintores clásicos del cambio de siglo del XIX al XX, el museo dispone de obras relevantes de artistas como Jaime Morera, Carles Llobet Busquets, Baldomero Gili, Javier Gosé, Miquel Viladrich, Antoni Samarra y Manuel Viola, entre otros. Esta parte de la colección se complementa perfectamente con obra de paisajistas foráneos: el introductor del paisaje realista en España Carlos de Haes y sus discípulos y a la vez compañeros de Jaime Morera, como Aureliano de Beruete o Agustín Lhardy. También están presentes obras de otros artistas contemporáneos de Morera y cultivadores de diferentes géneros pictóricos, como Mariano Fortuny, Francisco Pradilla, Gonzalo Bilbao, Cecilio Pla o los catalanes Santiago Rusiñol o Joaquin Mir.

### La vanguardia de los años treinta

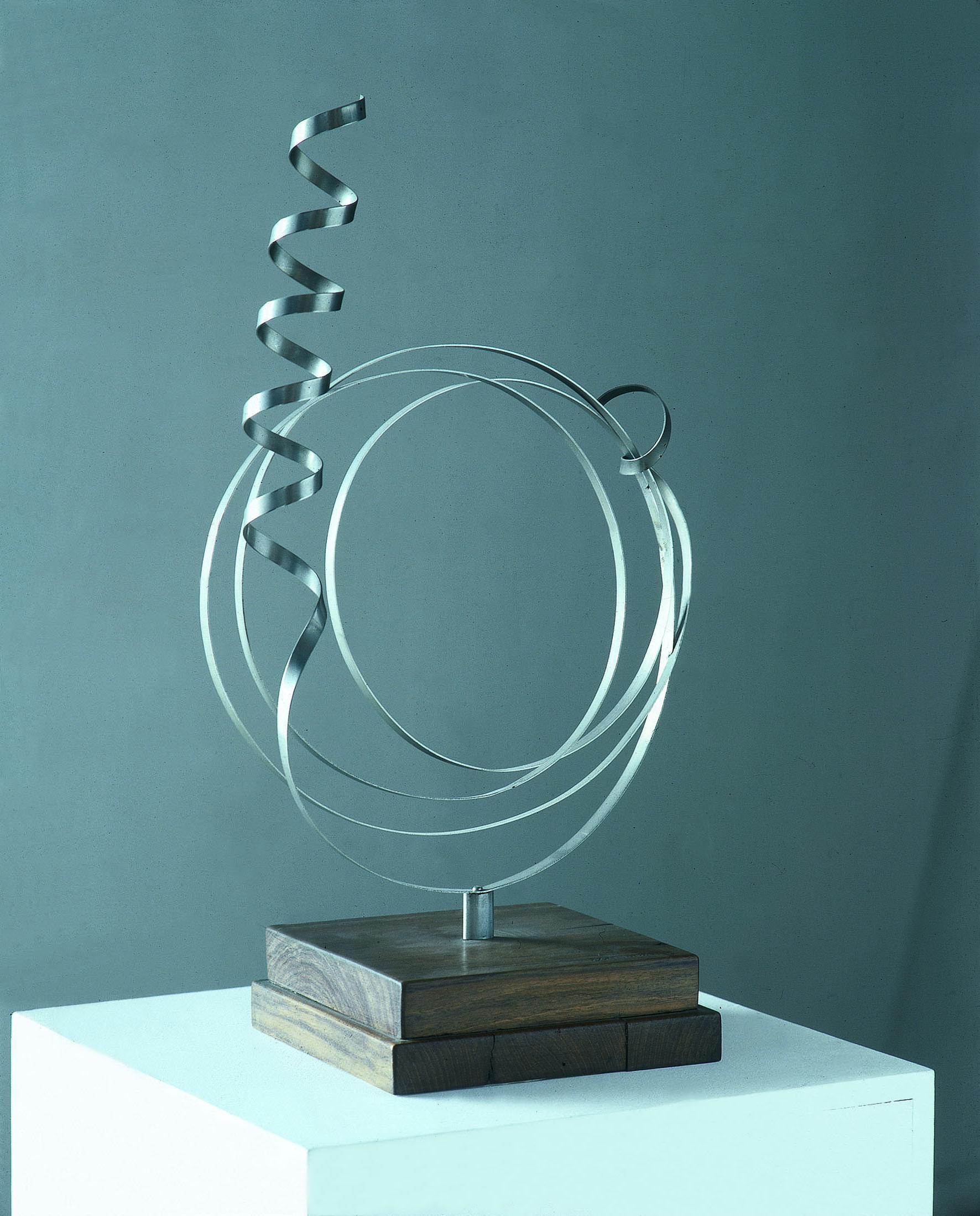
Del aire al aire de Leandre Cristòfol.

Una de les partes más destacadas de la colección es la que corresponde a las obras de los artistas vinculados a la vanguardia de los años treinta del siglo XX, un momento de plena sintonía con las corrientes artísticas nacionales e internacionales más avanzdas. De entre ellos destaca la colección de obras de Leandre Cristòfol, con más de 190 obras de uno de los escultores más relevantes del siglo XX en España. El museo también tiene obra de Lamolla, el pintor surrealista, de Josep Viola y de Enric Crous-Vidal, editor de la revista vanguardista Art.

### La generación de la posguerra y el informalismo
También cuenta con obra de artistas leridanos del período de la posguerra, como Josep Benseny, y de la irrupción de la abstracción y el informalismo, como Lluís Trepat, los miembros del Grup Cogul, Ernest Ibañez, Albert Vives, Víctor Pérez Pallarès, Albert Coma Estadella y Àngel Jové, o Ton Sirera, pionero de la fotografía abstracta y el cine experimental.

### Del conceptual al arte actual
De los años setenta hasta la actualidad destacan los collages pop y la poesía visual de Josep Iglèsias del Marquet y Joan Brossa, vinculados a la programación expositiva de la Petit Galerie de l’Alliança Francesa en Lérida, junto a Àngel Jové o Antoni Llena, o Benet Rossell y Josep Vallribera. Ya hacia los años 80 destaca la obra de Rosa Siré, Perico Pastor, Antoni Abad Roses o Albert Bayona.
Hasta el año 2011 también contaba con una colección de art contemporáneo español, generada desde las diferentes ediciones de la Bienal Leandre Cristòfol.

## Exposiciones temporales
El museo dispone de un programa muy activo de exposiciones temporales.
- Arrels i Horitzons: desde su apertura hasta el 2 de febrero de 2025

## Centro de Documentación

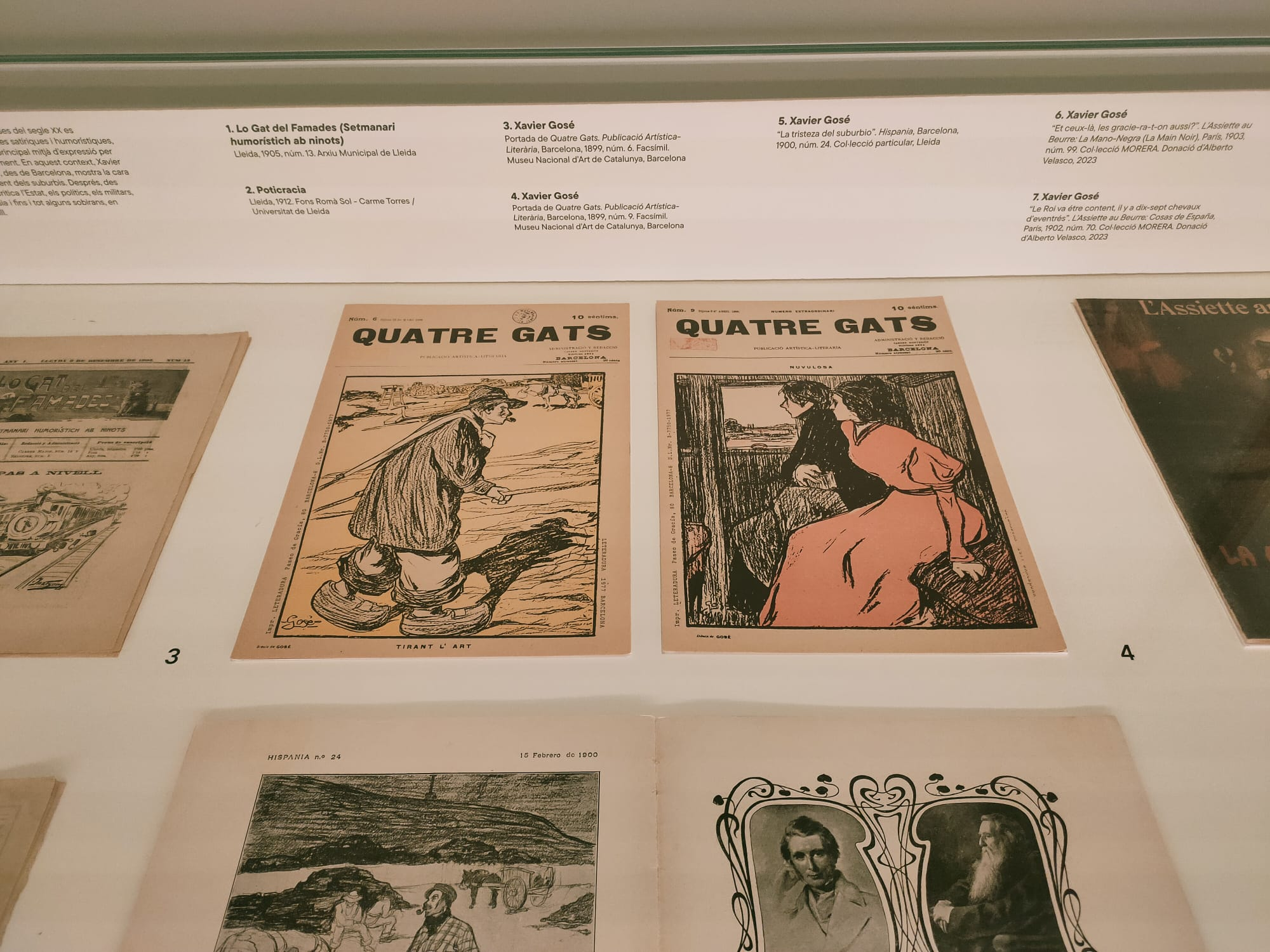
Portadas modernistas sobre Els Quatre Gats expuestas en el museo.

El museo cuenta con Biblioteca y Centro de Documentación, donde se puede consultar, previa cita, el archivo y la biblioteca privadas de Leandre Cristòfol y el archivo privado y la colección de placas de vidrio de principios del siglo XX del pintor Baldomero Gili Roig. 
La biblioteca con unos 7000 volúmenes, presta una especial atención al arte del siglo XX en Lérida, con monografías, catálogos, revistas, dosieres documentales, resúmenes de prensa y material audiovisual en diversos soportes.